# Panivka, Kremenciuk
Panivka (în ucraineană Панівка) este un sat în comuna Nedoharkî din raionul Kremenciuk, regiunea Poltava, Ucraina.

## Demografie
Componența lingvistică a localității Panivka
     Ucraineană (94,87%)
     Rusă (5,13%)
Conform recensământului din 2001, majoritatea populației localității Panivka era vorbitoare de ucraineană (94,87%), existând în minoritate și vorbitori de rusă (5,13%).